# 龍前院

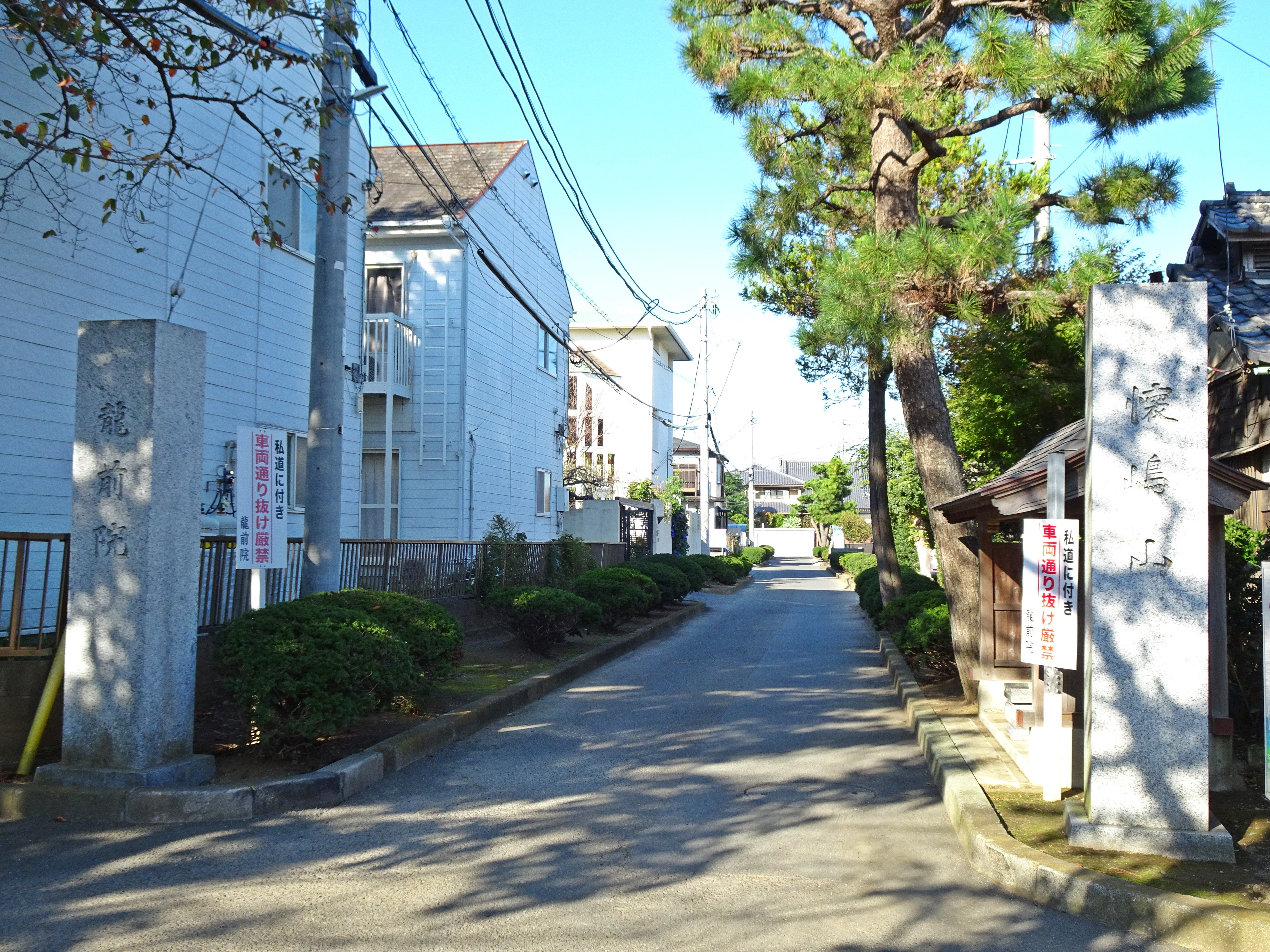
龍前院山門

龍前院（りゅうぜんいん）は、神奈川県茅ヶ崎市にある曹洞宗の寺院。

## 歴史
平安時代後期、大庭良正の開基である。当初は法相宗の寺であったが、その後古義真言宗を経て、1508年（永正5年）の楞山周厳の中興の際に曹洞宗に転宗した。
境内には、五輪塔が10基ある。俗に「二階堂十人墓」といわれている。造立年代は鎌倉時代末期から室町時代初期と考えられ、二階堂氏が当地を所領としていた時期とはズレがあるため、実際には二階堂氏とは無関係と考えられている。
1591年（天正19年）、徳川家康は山岡景長に当地一帯を所領として与えた。山岡氏は近江国が発祥の地であり、先祖が三井寺の塔頭「光浄院」を建てた縁により、山岡氏の庶子が光浄院の院主を務めるのが習わしであった。本尊の阿弥陀如来は三井寺から贈られたものである。江戸時代も旗本として存続しており、山岡一族の墓が墓地にある。現在も山岡氏の末裔との交流があるという。

## 文化財
- 龍前院の五輪塔十基（茅ヶ崎市指定重要文化財 昭和62年4月17日指定）[3]
- 龍前院の庚申塔（茅ヶ崎市指定重要文化財 昭和62年4月17日指定）[4]
- 龍前院の梵鐘（茅ヶ崎市指定重要文化財 昭和62年4月17日指定）[5]

## 交通アクセス
- 徒歩
  - 茅ケ崎駅より約28分
- バス
  - JR茅ヶ崎駅より神奈川中央バス（茅45小谷行、茅52・茅53・茅54寒川駅南口行）乗車、「登象」もしくは「つるみね小学校前」バス停で下車。